# Saint-Alban-de-Montbel
Saint-Alban-de-Montbel – miejscowość i gmina we Francji, w regionie Owernia-Rodan-Alpy, w departamencie Sabaudia.
Według danych na rok 1990 gminę zamieszkiwało 418 osób, a gęstość zaludnienia wynosiła 92 osób/km² (wśród 2880 gmin regionu Rodan-Alpy Saint-Alban-de-Montbel plasuje się na 1218. miejscu pod względem liczby ludności, natomiast pod względem powierzchni na miejscu 1553.).